# كيت ماكينون
كاثرين ماكينون برتولد (بالإنجليزية: Kathryn McKinnon Bertthold) معروفة باسم كيت ماكينون، مواليد (6 يناير، 1984)، ممثلة، ممثلة أصوات وكوميدية أمريكية. إشتهرت بدورها في برنامج المنوعات الكوميدي ساترداي نايت لايف على قناة «NBC». كما اختيرت في طاقم تمثيل فيلم صائدوا الاشباح الجديد في 2016.
اشتهرت مكينون بتقليدها عدة شخصيات: المغني جستن بيبر، مقدمة البرامج ألين دي جينيريس، مرشحة الرئاسة الأمريكية هيلاري كلينتون والمستشارة الألمانية انجيلا ميركل. رشحت لثلاثة جوائز ايمي في 2014، 2015.

## نشأتها
ولدت مكينون في سي كليف، نيويورك. والدتها لورا كامبل ووالدها مايكل توماس بيرتولد مهندس معماري. لديها اخت صغرى اسمها إيميلي. توفي والدها عندما كانت بالثامنة عشرة. عندما كانت صغيرة أجادت مكينون العزف على البيانو، تشيلو والقيثارة. تخرجت من مدرسة نورث شور هاي الثانوية في 2002 وجامعة كولومبيا في 2006 حيث تخصصت بالمسرح.

## حياتها المهنية
منذ 2008، شاركت مكينون في عروض مجموعة لواء المواطنين المستقيمين في نيويورك. في 2015 اختيرت في طاقم تمثيل الجزء الجديد من سلسلة أفلام صيادوا الأشباح، مع زميلاتها في ساترداي نايت لايف كرستين ويج وليزلي جونز.

### ساترداي نايت لايف
إنضمت مكينون إلى طاقم ممثلي ساترداي نايت لايف في 7 أبريل، 2012. ورفعت إلى ممثلة رئيسية في موسم 39 (2013-14). بدأت مكينون بتقليد المرشحة الرئاسية هيلاري كلينتون في فترة الحملات الانتخابية في 2016. قلدت شخصيات عدة في البرنامج اهمها:
- إيغي أزيليا
- إنغريد برغمان
- جستن بيبر
- سوزان بويل
- إميليا كلارك
- هيلاري كلينتون
- بينيلوبي كروز
- ألين دي جينيريس
- إدي فالكو
- جودي فوستر
- هوزير
- كريس جينر
- بيلي جين كينغ
- لورد
- جين لنتش
- أنجيلا ميركل
- آن رومني
- شاكيرا
- إد شيران
- مارثا ستيوارت
- تيلدا سوينتون
- كيت بلانشيت

## سيرتها الفنية

### سينما
- تيد 2 (2015)
- الأخوات (2015)
- عقول مدبرة (2016)
- أنجري بيردز الفيلم (2016)
- البحث عن دوري (2016)

### تلفاز
- ساترداي نايت لايف (2012-الآن)
- كوميدي بانغ! بانغ! (2014)
- فاميلي غاي (2015)
- عائلة سيمبسون (2016)

## وصلات خارجية
- كيت مكينون على موقع IMDb (الإنجليزية)
- كيت مكينون على موقع روتن توميتوز (الإنجليزية)
- كيت مكينون على موقع ألو سيني (الفرنسية)
- كيت مكينون على موقع ميوزك برينز (الإنجليزية)
- كيت مكينون على موقع تيرنر كلاسيك موفيز (الإنجليزية)
- كيت مكينون على موقع أول موفي (الإنجليزية)
- كيت مكينون على موقع ديسكوغز (الإنجليزية)
- كيت مكينون على موقع قاعدة بيانات الفيلم (الإنجليزية)
- كيت مكينون على موقع كينوبويسك (الروسية)